# Eddie McGoldrick
Edward John Paul "Eddie" McGoldrick (Islington, 30 de abril de 1965) é um ex-futebolista irlandês. Era um atleta multifuncional: jogava como atacante, meio-campista ou defensor. Fez toda a carreira clubística na Inglaterra, onde nasceu.

## Carreira

### Clubes
McGoldrick se destacou em três equipes, o Kettering Town, o Northampton Town e o Crystal Palace. Além destes, militou também no Nuneaton Borough, Arsenal, Manchester City e Stockport County, onde jogou por empréstimo.
Deu uma pausa na carreira em 1999, encerrando-a definitvamente em 2000, pelo pequeno Corby Town.

## Seleção
Na Seleção Irlandesa de Futebol, ele (que era inglês de nascimento) jogou de 1992 a 1995, tendo participado da Copa de 1994, onde não chegou a atuar.